# Tillandsia 'Tinca Fire'
Tillandsia 'Tinca Fire' es un  cultivar híbrido del género Tillandsia perteneciente a la familia  Bromeliaceae.
Es un híbrido creado  con las especies Tillandsia ionantha ×  desconocida